# Hesperoyucca whipplei
Hesperoyucca whipplei con el nombre común de  yuca chaparral, vela de nuestro Señor, bayoneta española, yucca Quijote o yucca de falda es una especie de planta fanerógama estrechamente relacionado con el género Yucca, y anteriormente por lo general incluida en él.

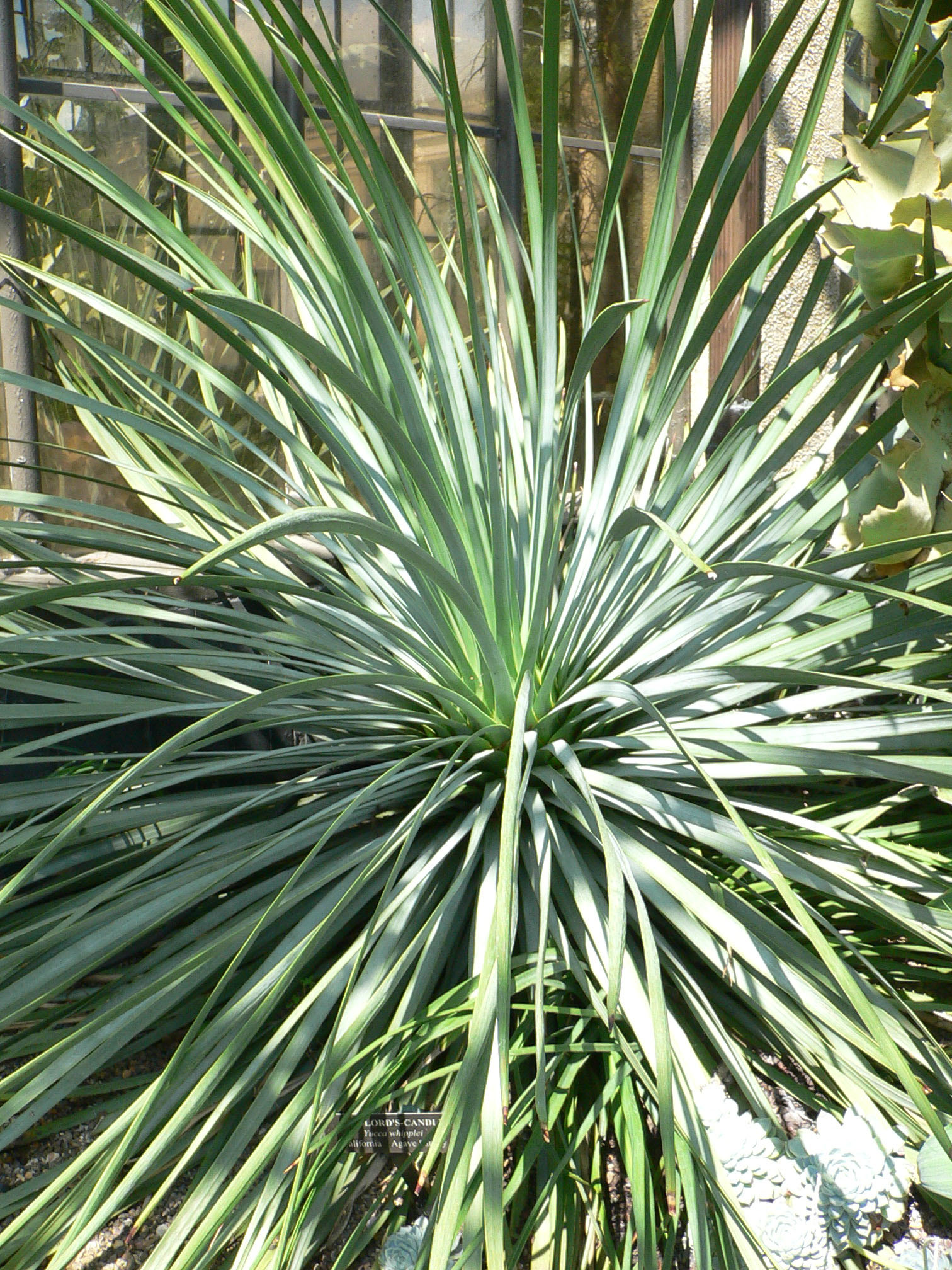
Roseta de H. whipplei

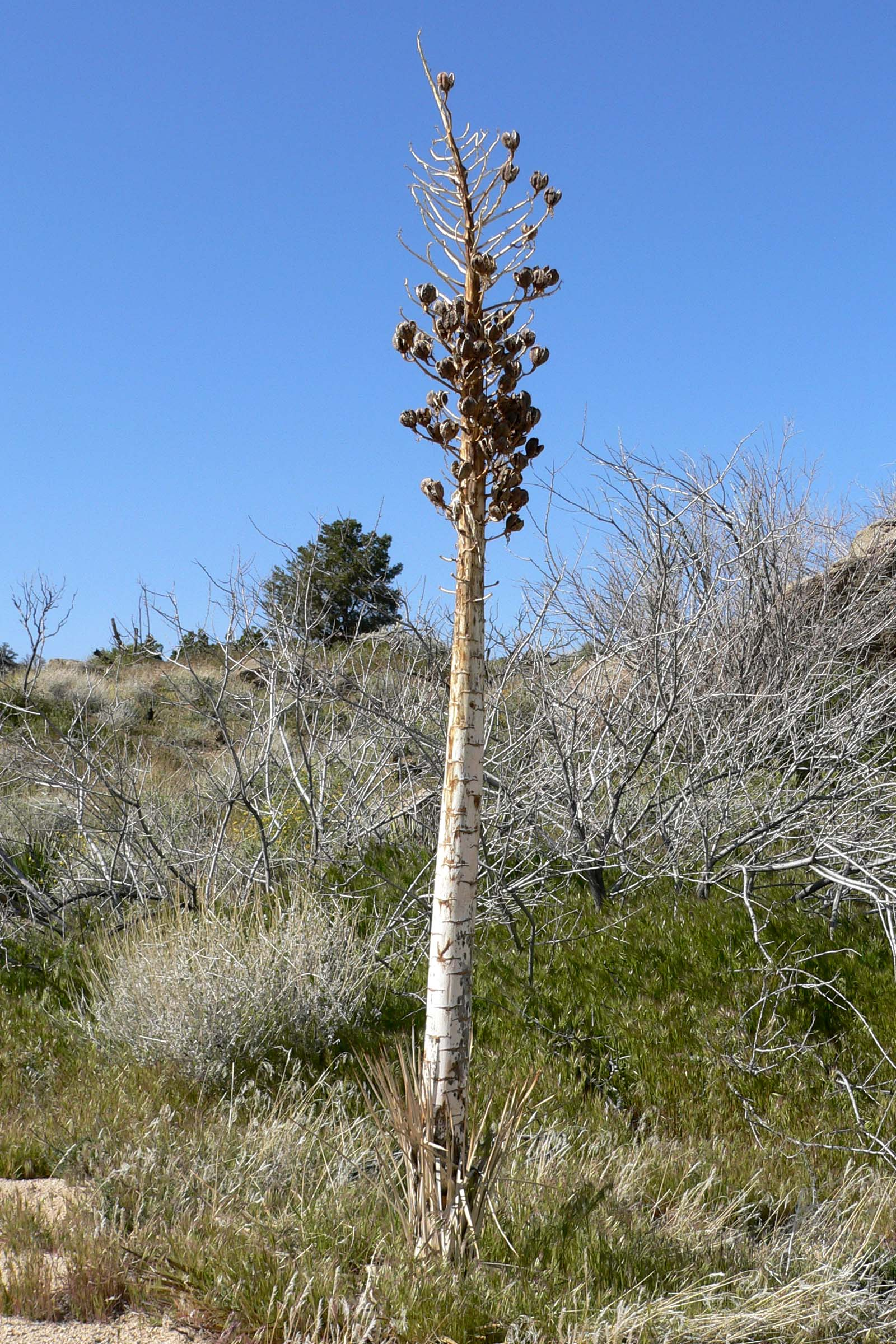
Tallo de la flor seca con vainas

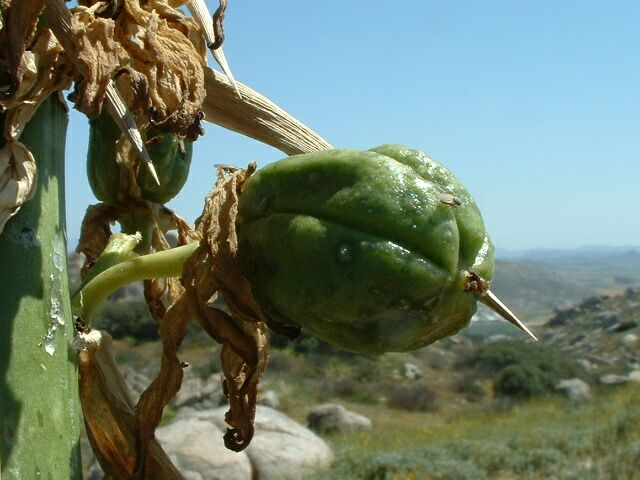
Fruto

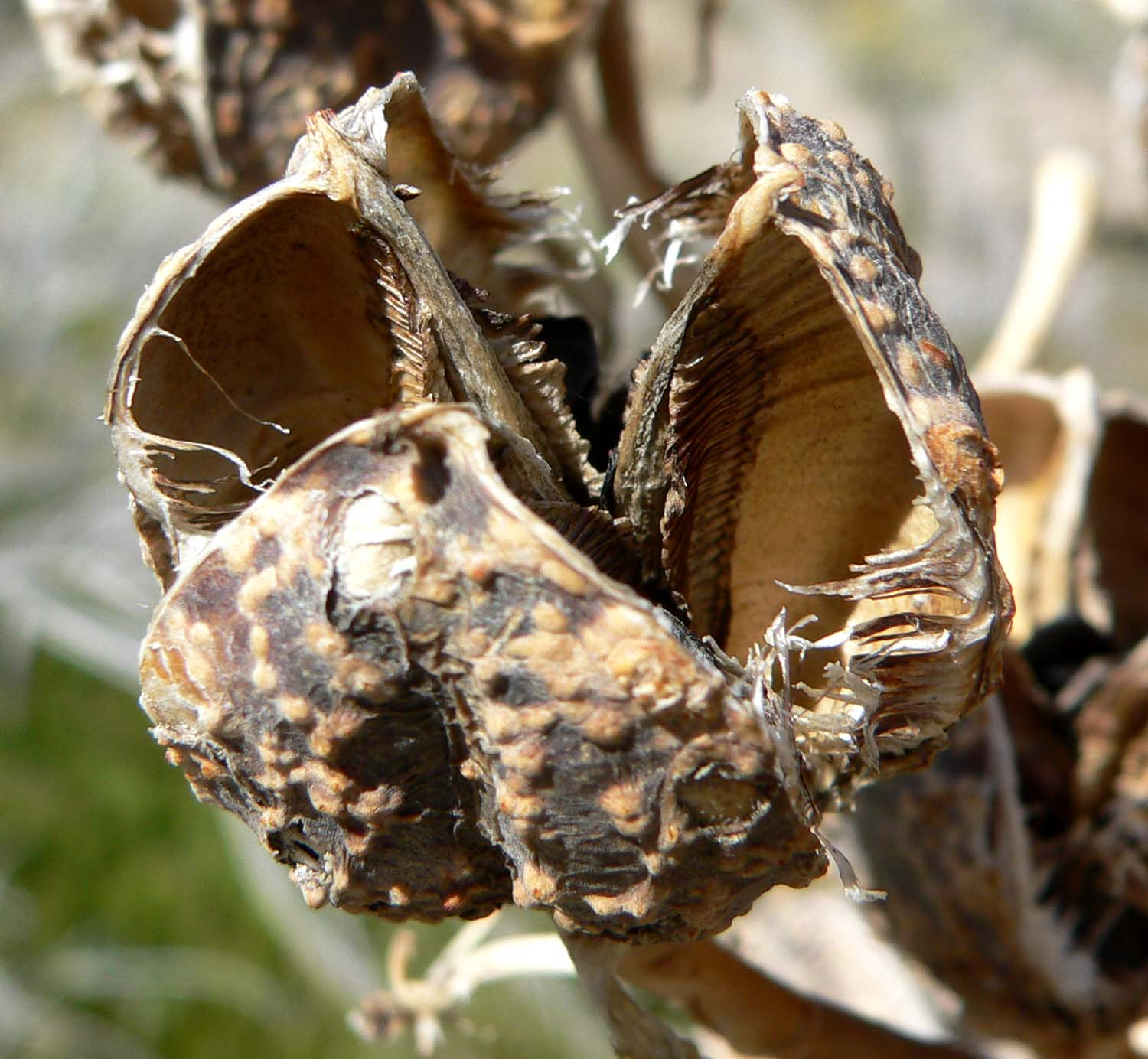
Vaina secas y abiertas

## Descripción

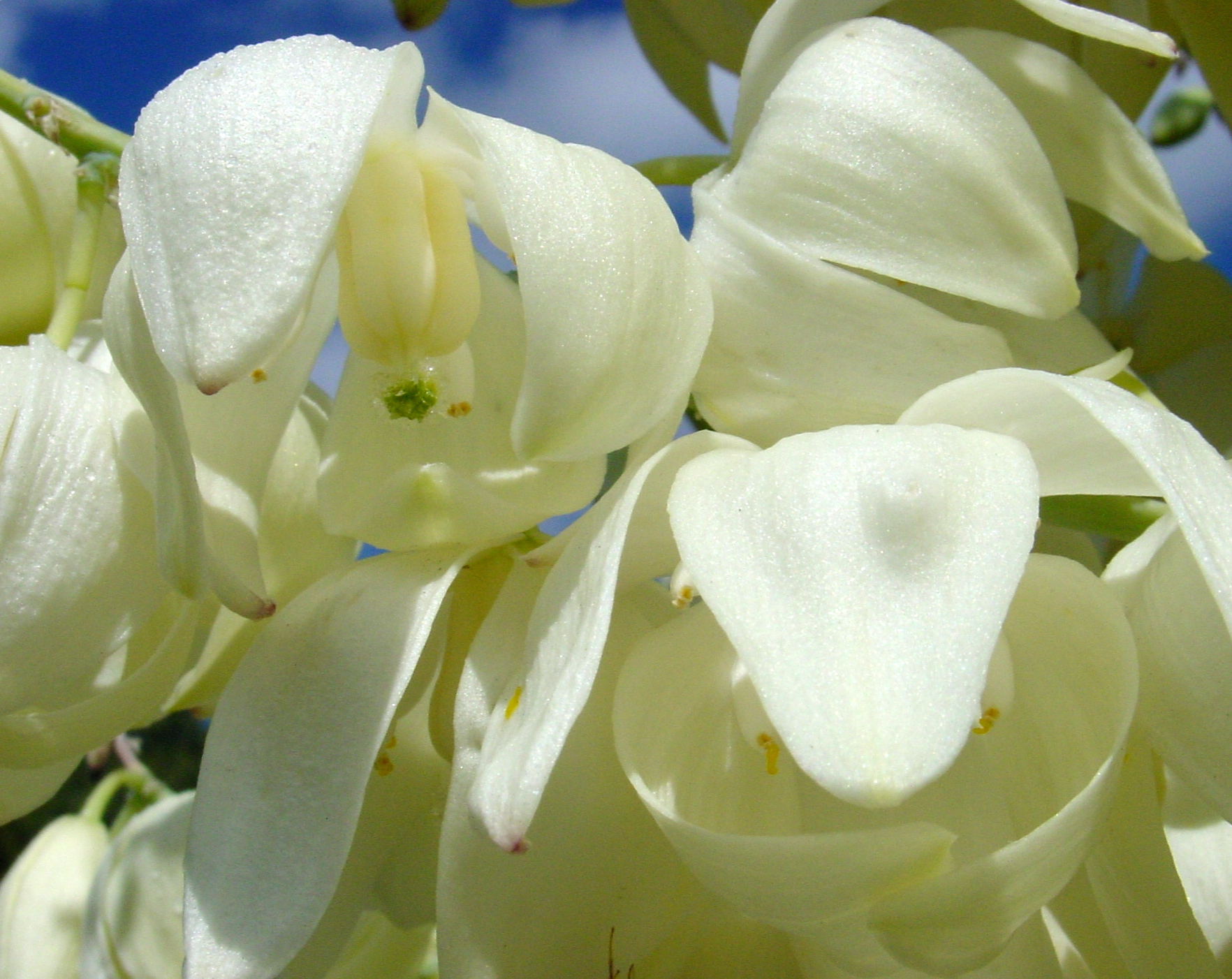
Detalle de algunas flores en la inflorescencia

Produce una roseta de hojas largas y rígidas que terminan en una punta afilada. Las hojas son de 20 a 90 cm (raramente a 125 cm) de largo y 0,7-2 cm de ancho y de color gris-verde. Los bordes de las hojas están finamente serrados.
La única inflorescencia crece extremadamente rápida, y llega a 0,9-3 m de altura, llevando cientos de flores elípticas (en forma de campana) blancas a violáceas de 3 cm de diámetro en una panícula densamente ramificada de hasta 70 cm de ancho, cubriendo la mitad superior de la inflorescencia. La fruta es una seca cápsula alada, que se parte, abriéndose, en la madurez para liberar las semillas.

La planta debe tener varios (por lo general más de 5) años para alcanzar la madurez y florecer, momento en el que por lo general muere. La mayoría de las subespecies producen vástagos de la base, de modo que aunque las flores de la planta madre muere, un grupo de clones, alrededor de su base, continúan para crecer y reproducirse. También puede volver a crecer a partir de su base después de que la mayor parte de su follaje ha sido quemada por los incendios forestales que frecuentan su gama.

## Distribución y hábitat
Es nativa del suroeste de América del Norte, incluido el sur de California, Estados Unidos y Baja California, México, en donde se producen principalmente en el chaparral, matorral costero y bosques de roble en comunidades de plantas en altitudes de 0 a 2.500 m.

## Usos y cultivo
H. whipplei se utiliza en xeriscape en el sur de California, pero según los informes, es difícil que crezca fuera de su área de distribución natural (aunque está ampliamente disponible en los viveros especializados en el Reino Unido). Es muy resistente a la sequía y prospera en suelos arcillosos.
Fue ampliamente utilizado por los nativos americanos. La fibra de las hojas se utiliza para hacer sandalias, telas y cuerdas. Las flores jóvenes son comestibles, pero pueden ser amargas. Los Kumiai del condado de San Diego la hierven y luego vierten el agua tres veces antes de comerlas. El tallo de la planta se puede comer. Las frutas se pueden comer crudas, asadas o como harina. Las semillas se tuestan y se comen toda o molida en harina. 

## Taxonomía
Hesperoyucca whipplei fue descrita por (Torr.) Baker ex Trel. y publicado en Annual Report of the Missouri Botanical Garden 4: 208. 1893.
Etimología
whipplei: epíteto otorgado en honor de Amiel Weeks Whipple (1818–1863), un inspector que supervisó el Pacific Railroad en Los Ángeles en 1853.
Sinonimia
- Hesperoyucca peninsularis (McKelvey) Clary
- Hesperoyucca whipplei var. graminifolia Trel.
- Yucca californica Groenl.
- Yucca engelmannii Mast.
- Yucca graminifolia Alph.Wood
- Yucca nitida C.Wright ex W.Watson
- Yucca ortigiesiana Roezl
- Yucca peninsularis McKelvey
- Yucca whipplei Torr.
- Yucca whipplei var. caespitosa M.E.Jones
- Yucca whipplei subsp. caespitosa (M.E.Jones) A.L.Haines
- Yucca whipplei subsp. eremica Epling & A.L.Haines
- Yucca whipplei f. graminifolia (Trel.) Voss
- Yucca whipplei var. intermedia (A.L.Haines) J.M.Webber
- Yucca whipplei subsp. intermedia A.L.Haines
- Yucca whipplei var. parishii M.E.Jones
- Yucca whipplei subsp. parishii (M.E.Jones) A.L.Haines
- Yucca whipplei subsp. percursa A.L.Haines
- Yucca whipplei var. percursa (A.L.Haines) J.M.Webber
- Yucca whipplei subsp. rigata Afferni & Drovandi
- Yucca whipplei var. violacea André[12][13]